# Проспериті (фільм)
«Проспериті» — радянський чорно-білий художній фільм 1933 року, режисера Юрія Желябужського. Друга роль Марини Ладиніної у кіно, саме у цьому фільмі її помітив Іван Пир'єв і запросив для співпраці над наступними спільними картинами.

## Сюжет
Фільм розповідає про боротьбу робітничого класу в США за поліпшення умов праці між двома світовими війнами. Дія розгортається в період «проспериті» — короткочасного економічного підйому в США після Першої світової війни. Опортуніст від робітників закликає до відмови від страйку за умови згоди заводчика знизити оплату праці не на заплановані 10 %, а на 8 %, в цей час радикально налаштований комуніст Аткінс виступає за продовження боротьби. Виступи робітників призводять в остаточному підсумку до фінансового краху, який, у тому числі, боляче вдаряє по скупим заводчикам.

## У ролях
- Леонід Леонідов —  Вернер Роске
- Олександр Дорошенко —  Дюріх
- Ірина Володко —  Віола Трассі
- Андрій Абрикосов —  Поль Аткінс, комуніст
- Марина Ладиніна —  сліпа квіткарка
- Микола Рибников — епізод
- Леонід Оболенський — епізод
- Анастасія Зуєва —  класна дама
- Р. Русланов — епізод
- Борис Малолєтков — епізод
- А. Баландін — епізод
- Н. Наталіна — епізод
- Є. Перельман — епізод
- Микола Бубнов — полісмен

## Знімальна група
- Режисер: Юрій Желябужський
- Сценаристи: Леонід Глазичев, Олег Леонідов
- Оператор: Георгій Бобров
- Композитор: Віктор Оранський
- Художники: Анатолій Арапов, Фелікс Богуславський